# Йозеф Розенблатт
Йоселе (Йозеф) Розенблат (9 травня 1882, Біла Церква — 19 червня 1933, Єрусалим) — американський синагогальний кантор і автор літургійної музики.

## Біографія
Батьки — Рафуля-Шолем Розенблат і Хая-Сара Пілатская. Йоселе Розенблат склав велику кількість мелодій для пісень, виконуваних в синагозі, (видання під заголовком «Тфіллот Йосеф», 1907, 1927); деякі, наприклад — «Кдушша», відрізняються художнім шиком. Великою популярністю користуються грамофонні платівки із записом його співу.